# 미트 더 디들스
《미트 더 디들스》(영어: Meet the Deedles)는 1998년 공개된 미국의 코미디 영화이다.

## 출연

### 주연
- 스티브 반 워머
- 폴 워커

### 조연
- A.J. 랭거
- 존 애쉬튼
- 데니스 호퍼
- 에릭 브래든
- 리처드 라인백
- 로버트 잉글런드
- M.C. 게이니
- 아나 가스테이어
- 메간 카바나
- 마이클 러드
- 해티 윈스톤
- 톰 마츠사카
- 래리 립픈크로거
- 밥 에릭 하트
- 돈리 샘슨
- 돈 나하쿠
- 빌 몬디
- 앨리사 해리스
- 제프 올슨
- 멜리사 페이스
- 돈 브러포드
- 듀안 스티븐스
- 조이 미야시마
- 스티브 바텍
- 바트 더 베어
- 칼 그레이브스
- 조니 바토스 헤르난데즈

## 기타
- 협력프로듀서: 크리스토퍼 크로닌
- 협력프로듀서: 릭 존슨
- 미술: 스티븐 스토럴
- 의상: 카린 와그너
- 의상: 알렉산드라 웰커
- 배역: 에이미 립펜스
- 배역: 케이트 프라가스티스